# The Unholy Three (1930)
The Unholy Three (Brasil: Trindade Maldita ) é um melodrama norte-americano de 1930, envolvendo uma série de crimes, estrelado por Lon Chaney e dirigido por Jack Conway. É um remake do filme homônimo de 1925, com ambos os filmes baseados no romance The Unholy Tree, de Clarence Aaron "Tod" Robbins.
Em ambas as versões, os papéis de Professor Echo e Tweedledee, são interpretados por Lon Chaney e Harry Earles respectivamente. Esse filme é notável pelo fato de que foi o último filme de Chaney, bem como sua única cinema sonora. Chaney morreu de câncer de garganta, dois meses após o lançamento do filme.

## Elenco
- Lon Chaney ... Professor Echo / Mrs O'Grady
- Lila Lee ... Rosie O'Grady
- Elliott Nugent ... Hector McDonald
- Harry Earles ... Tweedledee
- John Miljan ... Advogado de acusação
- Ivan Linow ... Hercules
- Clarence Burton ... detetive Regan
- Crauford Kent ... Advogado de defesa
- Trixie Friganza ... mulher em birdshop (não creditada)
- Charles Gemora ... o gorila (não creditado)